# Conférence des évêques catholiques de Papouasie-Nouvelle-Guinée et des Îles Salomon
La Conférence des évêques catholiques de Papouasie-Nouvelle-Guinée et des Îles Salomon (en anglais : Catholic Bishops Conference of Papua New Guinea and Solomon Islands) est une conférence épiscopale de l’Église catholique qui regroupe les chefs des juridictions ecclésiastiques, diocèses ou assimilés, de Papouasie-Nouvelle-Guinée et de l’État insulaire des Îles Salomon.
La conférence est une des quatre conférences épiscopales membres de la Fédération des conférences des évêques catholiques d’Océanie (Federation of Catholic Bishops Conferences of Oceania, abrégé FCBCO),. Elle est présidée depuis 2020 par l’archévêque de Madang, Anton Bal (de), assisté de l’évêque de Bereina (en), Otto Separy, avec comme secrétaire depuis 2018 le frère Giorgio Licini.

## Juridictions couvertes par la conférence
La conférence regroupe les ordinaires de cinq provinces ecclésiastiques.
| Diocèse                | Évêque |
| ---------------------- | --- |
| Archidiocèse de Madang | - Anton Bal (de) (depuis 2019) - William Joseph Kurtz, évêque émérite - FStephen Joseph Reichert, évêque émérite - FBenedict To Varpin, évêque émérite |
| Diocèse d'Aitape (de)  | Siby Mathew Peedikayil (depuis 2021) |
| Diocèse de Lae (de)    | Rozario Menezes (depuis 2018) |
| Diocèse de Vanimo (de) | - Francis Meli (depuis 2019) - Cesare Bonivento, évêque émérite                                                                                        |
| Diocèse de Wewak (de)  | Józef Roszyński (depuis 2015) |

| Diocèse                     | Évêque                                                                        |
| --------------------------- | ----------------------------------------------------------------------------- |
| Archidiocèse de Mount Hagen | - Douglas William Young (depuis 2006) - Michael Meier, évêque émérite         |
| Diocèse de Goroka (de)      | - vacant - Michael Marai, évêque émérite - Francesco Sarego, évêque émérite   |
| Diocèse de Kundiawa (de)    | - Paul Sundu (depuis 2021) - Johannes Henricus J. Te Maarssen, évêque émérite |
| Diocèse de Mendi (de)       | Donald Francis Lippert (depuis 2012)                                          |
| Diocèse de Wabag (de)       | Arnold Orowae (de) (depuis 2008)                                              |

| Diocèse                      | Évêque                                                                |
| ---------------------------- | --------------------------------------------------------------------- |
| Archidiocèse de Port Moresby | John Ribat (depuis 2008)                                              |
| Diocèse d'Alotau-Sideia (de) | Rolando Crisostomo Santos (depuis 2011)                               |
| Diocèse de Bereina (de)      | - Otto Separy (depuis 2019) - Gérard-Joseph Deschamps, évêque émérite |
| Diocèse de Daru-Kiunga (de)  | - Joseph Tarife Durero (depuis 2021) - Gilles Côté, évêque émérite    |
| Diocèse de Kerema (de)       | Pedro Centeno Baquero (depuis 2017)                                   |

| Diocèse                      | Évêque                                                               |
| ---------------------------- | -------------------------------------------------------------------- |
| Archidiocèse de Rabaul       | Rochus Josef Tatamai (depuis 2020)                                   |
| Diocèse de Bougainville (en) | Dariusz Kałuża (depuis 2021)                                         |
| Diocèse de Kavieng (en)      | vacant                                                               |
| Diocèse de Kimbe (en)        | - John Bosco Auram (depuis 2020) - William Regis Fey, évêque émérite |

| Diocèse                | Évêque                                 |
| ---------------------- | -------------------------------------- |
| Archidiocèse d’Honiara | Christopher Cardone (en) (depuis 2016) |
| Diocèse d'Auki (en)    | Peter Houhou (depuis 2018)             |
| Diocèse de Gizo (en)   | Luciano Capelli (depuis 2007)          |

## Présidents de la conférence
1. Adolph Alexander Noser (1967 – 1969)
2. Leo Clement Andrew Arkfeld (1969 – 1973)
3. William Kevin Rowell (1973 – 1975)
4. Henry Anthony A. van Lieshout (1975 – 1978)
5. Firmin Martin Schmidt (1978 – 1983)
6. Raymond Rodly Caesar (1983 – 1984)
7. Gregory Singkai (1984 – 1987)
8. Gérard-Joseph Deschamps (de) (1987 – 1990)
9. Michael Meier (1990 – 1993)
10. Brian James Barnes (1993 – 1994)
11. Karl Hesse (1994 – 1996)
12. Raymond Philip Kalisz (1996 – 1999)
13. Stephen Joseph Reichert (1999 – 2002)
14. Karl Hesse (2002 – 2005)
15. Francesco Sarego (2005 – 2008)
16. Francesco Panfilo (2008 – 2011)
17. John Ribat (2011 – 2014)
18. Arnold Orowae (de) (2014 – 2017)
19. Rochus Josef Tatamai (depuis 2017)

## Sanctuaires
La conférence épiscopale n’a pas, en 2023, nommé de sanctuaire national.